# Sludka (Kírov)
|  | Per a altres significats, vegeu «Sludka». |

Sludka (en rus: Слудка) és un poble de l'óblast de Kírov, a Rússia, segons el cens del 2010 tenia 667. Pertany al districte (raion) de Viàtskie Poliani.